# Tellico Plains
Tellico Plains és una població dels Estats Units a l'estat de Tennessee. Segons el cens del 2000 tenia 859 habitants.

## Demografia
Segons el cens del 2000, Tellico Plains tenia 859 habitants, 393 habitatges, i 227 famílies. La densitat de població era de 212,6 habitants/km².
Dels 393 habitatges en un 27,7% hi vivien nens de menys de 18 anys, en un 41,5% hi vivien parelles casades, en un 12,7% dones solteres, i en un 42,2% no eren unitats familiars. En el 39,7% dels habitatges hi vivien persones soles el 17,3% de les quals corresponia a persones de 65 anys o més que vivien soles. El nombre mitjà de persones vivint en cada habitatge era de 2,19 i el nombre mitjà de persones que vivien en cada família era de 2,92.
Per edats la població es repartia de la següent manera: un 22,9% tenia menys de 18 anys, un 8,5% entre 18 i 24, un 26,7% entre 25 i 44, un 26,9% de 45 a 60 i un 15% 65 anys o més.
L'edat mediana era de 39 anys. Per cada 100 dones de 18 o més anys hi havia 91,9 homes.
La renda mediana per habitatge era de 18.750 $ i la renda mediana per família de 31.087 $. Els homes tenien una renda mediana de 27.045 $ mentre que les dones 18.333 $. La renda per capita de la població era de 13.234 $. Entorn del 19,2% de les famílies i el 24,4% de la població estaven per davall del llindar de pobresa.

## Poblacions més properes
El següent diagrama mostra les poblacions més properes.